# Скали (Свентокшиське воєводство)
Скали (пол. Skały) — село в Польщі, у гміні Нова Слупя Келецького повіту Свентокшиського воєводства.
Населення — 181 особа (2011).

## Демографія
Демографічна структура на день 31 березня 2011 року:
|          | Загалом | Допрацездатний вік | Працездатний вік | Постпрацездатний вік |
| -------- | ------- | ------------------ | ---------------- | -------------------- |
| Чоловіки | 96      | 19                 | 60               | 17                   |
| Жінки    | 85      | 16                 | 41               | 28                   |
| Разом    | 181     | 35                 | 101              | 45                   |